# Jezioro Świętokrzyskie
Jezioro Świętokrzyskie (dawniej Jezioro Bielidło) – jezioro na terenie miasta Gniezna, w województwie wielkopolskim, leżące na terenie Pojezierza Gnieźnieńskiego. Położone jest na północ od śródmieścia. Jest to jezioro typu rynnowego. Przy północno-zachodnim brzegu jeziora znajduje się miejska oczyszczalnia ścieków, przy południowym - cmentarz św. Krzyża. Przez jezioro przepływa Struga Gnieźnieńska (Wełnianka), dopływ Wełny. Obecnie jest to ostoja ptactwa wodnego i w związku z tym jest traktowane jako strefa ciszy. Nad jeziorem można uprawiać jedynie wypoczynek bierny.

## Dane morfometryczne
Jezioro znajduje się na wysokości 103 m n.p.m. Maksymalna głębokość to 6,5 metra natomiast głębokość średnia zbiornika wynosi 3,0 m. Długość linii brzegowej wynosi w zależności od źródła 1,5 lub 1,62 km. Powierzchnia zwieciadła wody to 14 ha.